# MPアグロ
MPアグロ株式会社（エムピーアグロ）は、動物用医薬品等を卸売する企業で、メディパルホールディングスグループの一社である。

## 沿革
- 昭和31年7月　丸善薬品株式会社として旭川市に設立
- 昭和39年12月　札幌市に丸善薬業株式会社を設立
- 昭和40年4月　釧路市に釧路丸善株式会社を設立
- 昭和43年10月　丸善薬業・釧路丸善を吸収合併
- 昭和51年7月　本社を旭川市から札幌市に移転
- 平成2年9月　本社を現在地に新築移転
- 平成12年8月　株式会社スズケン・アグリ部の営業権を買収
- 平成13年3月　株式会社大学堂（青森県）、株式会社岩手大学堂（岩手県）を完全子会社化
- 平成14年7月　株式会社美濃谷を完全子会社化
- 平成16年7月　大学堂・岩手大学堂・美濃谷を吸収合併
- 平成19年1月　株式交換により株式会社メディセオ・パルタックホールディングス（現・株式会社メディパルホールディングス）の完全子会社となる
- 平成22年4月　会社分割によりメディパルHDの完全子会社となったエバルスアグロテック（エバルスの子会社）を吸収合併。さらに、アトルの動物用医薬品卸事業と食品・食品添加物等卸事業を同じく会社分割により継承し、MPアグロ株式会社に商号変更。
- 平成28年4月　食品加工原材料ならびに食品添加物の卸売事業を会社分割により同じグループ会社の桜井通商株式会社へ承継（同社は承継に伴ってメディパルフーズ株式会社に商号変更）。
- 令和5年　MPアグロは、山形県および山形県畜産協会が発注する家畜用ワクチンの入札において、独禁法違反（不当な取引制限）の疑いで公正取引委員会から立ち入り検査を受けました。 検査が行われたのは2024年10月8日です。 疑惑の内容としては、遅くとも2020年3月以降、受注業者や落札価格を事前に決定していたこと、特に豚熱ワクチンの入札では他2社が順番に受注し、その他ワクチンでは前年度の受注業者が翌年も継続して受注していたことが指摘されています。 ワクチン価格の下落を防止し、利益を確保するための談合が常態化していた可能性も示唆されています。
- その後、公正取引委員会は2025年3月13日、MPアグロに対して、排除措置命令と課徴金納付命令を出しました。 MPアグロは課徴金減免制度の適用により、課徴金支払い自体は免除されましたが、他2社には合わせて567万円の課徴金が科されました。 命令は、豚熱ワクチンおよび他の家畜用ワクチンに関する入札における談合行為を根拠としています。具体的に、MPアグロと別の会社2社を「受注予定者」として選定し、見積価格を操作していたとされています。 例えば、MPアグロともう1社は各総合支庁に対して同一価格の見積もりを提示し、残りの1社はそれら2社より高い価格を提示するように調整されていた疑いがあります。 MPアグロは家畜用ワクチン入札の談合に関与した疑いで調査を受け、排除措置命令と課徴金納付命令が出されましたが、課徴金支払いは免除されました。しかし、他の2社には課徴金が科せられました。

## 主な取引メーカー
- DSファーマアニマルヘルス
- インターベット
- 共立製薬
- 日生研
- ノバルティスアニマルヘルス
- バイエル薬品
- 微生物化学研究所
- ファイザー
- フジタ製薬
- 物産バイオテック
- Meiji Seikaファルマ